# Palacio Broggi
El Palacio Broggi (en italiano: Palazzo Broggi) es un edificio histórico de Milán en Italia situado en el n.º 3 de la piazza Cordusio.

## Historia
El palacio fue proyectado por el arquitecto italiano Luigi Broggi. Su inauguración tuvo lugar en el mes de octubre del 1901. Fue la sede de la Bolsa de Milán entre el 1901 y el 1932, cuando se inauguró la nueva sede en el Palazzo Mezzanotte.

## Descripción
El edificio presenta un estilo ecléctico conocido en Italia como stile umbertino, muy popular en aquellos años.